# Borovinești, Argeș
Borovinești este un sat în comuna Valea Iașului din județul Argeș, Muntenia, România.